# Don Baylor
Pour les articles homonymes, voir Baylor.
Donald Edward Baylor, né le 28 juin 1949 à Austin (Texas, États-Unis) et mort dans la même ville le 7 août 2017, est un joueur, instructeur et gérant des Ligues majeures de baseball.
Voltigeur et frappeur désigné pour six équipes de 1970 à 1988, Don Baylor est le joueur par excellence de la Ligue américaine en 1979 alors qu'il mène les majeures pour les points produits. Invité une fois au match des étoiles, il gagne trois Bâtons d'argent et reçoit deux prix Edgar Martínez du meilleur frappeur désigné. De 1986 à 1988, il devient le premier joueur de l'histoire à jouer dans trois Séries mondiales en trois ans pour trois clubs différents, remportant le titre en 1987 avec les Twins du Minnesota.
Il est le premier gérant de la franchise des Rockies du Colorado, qu'il dirige de leurs débuts en 1993 jusqu'à 1998 et avec qui il reçoit le prix du gérant de l'année 1995 dans la Ligue nationale. Il prend ensuite les commandes des Cubs de Chicago de 2000 à 2002.

## Biographie

### Carrière de joueur

#### Orioles de Baltimore
Choix de deuxième ronde des Orioles de Baltimore en 1967 alors qu'il évolue dans un high school d'Austin, au Texas, Don Baylor, un joueur de champ extérieur qui frappe et lance de la droite, fait ses débuts dans le baseball majeur avec cette équipe le 18 septembre 1970. Il ne joue que neuf matchs pour Baltimore en deux ans, poursuivant son apprentissage dans les ligues mineures puis obtient un poste régulier avec les Orioles en 1972. Il participe aux séries éliminatoires de 1973 et 1974, Baltimore s'inclinant chaque fois contre Oakland dans la Série de championnat de la Ligue américaine. Sa dernière saison avec le club en 1975 est sa meilleure durant son séjour là-bas : il claque 25 coups de circuit, produit 76 points et maintient une moyenne au bâton de ,282.

#### Athletics d'Oakland
Le 2 avril 1976, il est avec les lanceurs partants droitiers Mike Torrez et Paul Mitchell échangé aux Athletics d'Oakland dans la transaction qui envoie aux Orioles la vedette Reggie Jackson et le lanceur gaucher Ken Holtzman.

#### Angels de la Californie
Devenu agent libre après une seule saison à Oakland, où il établit son record personnel de 52 buts volés en une année, Baylor rejoint les Angels de la Californie, pour qui il évolue de 1977 à 1982. Il connaît à sa première année chez les Angels une saison de 25 circuits et 75 points produits. En 1978, il frappe 34 longues balles et fait marquer 99 points et termine 7e au vote désignant le joueur par excellence de la Ligue américaine, prix remporté par Jim Rice. Ce n'est que partie remise puisqu'il remporte ce prix en 1979 après une saison où il mène les majeures pour les points comptés (120) et les points produits (139), établit ses records personnels de 186 coups sûrs, 36 circuits et 33 doubles, vole 22 buts, frappe pour ,296 et présente sa moyenne de puissance (,530) la plus élevée en carrière. Baylor honore en 1979 sa seule invitation en carrière au match des étoiles. Il frappe un circuit dans la seule victoire des Angels contre son ancien club, Baltimore, dans la Série de championnat 1979 de la Ligue américaine, mais fait autrement piètre figure avec trois coups sûrs en quatre matchs et une moyenne au bâton de ,188. Il prend de nouveau part aux éliminatoires en 1982 alors que le club californien baisse pavillon en cinq matchs contre les Brewers de Milwaukee mais Baylor produit 10 points dans cette Série de championnat. Il ouvre d'ailleurs la série avec un simple, un triple et cinq points produits dans le premier match gagné 8-3 par les Angels.

#### Yankees de New York
Don Baylor rejoint les Yankees de New York alors qu'il est agent libre après la saison 1982. Il évolue là-bas de 1983 à 1985, connaît trois saisons consécutives d'au moins 20 circuits et ne produit jamais moins que 85 points.

#### Trois Séries mondiales en trois ans
Le 28 mars 1986, les Yankees transfèrent Baylor aux Red Sox de Boston en échange du frappeur désigné Mike Easler. Il connaît une saison de 31 circuits et 94 points produits, aidant Boston à remporter le titre de division et à atteindre la Série mondiale 1986. Il contribue 9 coups sûrs en 7 parties dans la difficile Série de championnat contre son ancienne formation, les Angels, mais est limité à deux coups sûrs dans les quatre matchs de finale auxquels il participe contre les Mets de New York, qui enlèvent le titre ultime. En net déclin suivant cette dernière belle saison, la campagne 1987 de Baylor est décevante et il est échangé le 1er septembre de cette année-là aux Twins du Minnesota contre Enrique Rios, un lanceur qui n'atteindra jamais les majeures. Cependant, Baylor connaît de bonnes séries éliminatoires avec les Twins et frappe pour ,389 en sept matchs d'après-saison, couronnés par le triomphe de l'équipe en Série mondiale 1987. Il frappe un circuit contre Saint-Louis en grande finale.
En 1988, le vétéran rejoint les puissants Athletics d'Oakland pour un dernier tour de piste dans les majeures. L'équipe s'incline contre les Dodgers de Los Angeles en Série mondiale 1988 mais Baylor devient le premier joueur de l'histoire à prendre part à trois séries finales consécutives pour trois clubs différents. L'étrange exploit sera réédité par Eric Hinske de 2007 à 2009.

#### Succès comme frappeur désigné

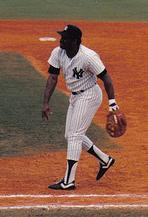
Don Baylor avec les Yankees.

Principalement joueur de champ gauche, Baylor évolue presque autant au premier but à son premier passage à Oakland en 1976. Après avoir commencé à alterner entre le champ extérieur et la fonction de frappeur désigné à son arrivée chez les Angels en 1977 et avoir joué plus de 100 matchs dans ce rôle en 1978, il est exclusivement employé, avec beaucoup de succès, dans ce rôle de la saison 1981 à la fin de sa carrière. Il remporte trois fois le Bâton d'argent à ce poste, en 1983 et 1985 pour les Yankees et en 1986 pour les Red Sox. Ces deux dernières saisons, on lui remet le prix du meilleur frappeur désigné du baseball, plus tard rebaptisé Prix Edgar Martínez.

#### Atteint par des lancers
Baylor a terminé à 7 reprises premier des majeures et premier de la Ligue américaine en 8 occasions pour le nombre de fois où il a été atteint par un tir d'un lanceur adverse lors d'une présence au bâton. Premier de l'Américaine en étant atteint 13 fois chez les Orioles en 1973, il a mené les majeures en étant atteint 13 fois en 1975, 20 fois avec Oakland en 1976, 18 fois chez les Angels en 1978, 23 et 24 fois pour les Yankees de 1984 et 1985, 35 fois pour Boston en 1986 et enfin 28 fois lors de l'année 1987 partagée entre Boston et Minnesota. En plus de détenir le record de franchise des Red Sox pour le plus grand nombre de fois atteint par un lancer (35) en une année, il détient le record de la Ligue américaine, celui de la Ligue nationale appartenant à Ron Hunt (50 avec les Expos de Montréal de 1971). À sa retraite, Baylor occupait le 3e rang de l'histoire des majeures pour le nombre de fois (267) atteint par un lancer en carrière, et se retrouve en 2013 au 4e rang, Craig Biggio l'ayant par la suite dépassé.

#### Statistiques en carrière
Don Baylor a disputé 2292 matchs au total dans les Ligues majeures. Il compte 2135 coups sûrs, 366 doubles, 28 triples, 338 circuits, 1276 points produits, 1236 points marqués et 285 buts volés en 405 tentatives. Sa moyenne au bâton se chiffre à ,260. Sa moyenne de présence sur les buts s'élève à ,342 et sa moyenne de puissance est de ,436.
En 38 parties de séries éliminatoires, il a maintenu une moyenne au bâton de ,273 avec 33 coups sûrs, cinq doubles, un triple, quatre circuits, 21 points produits et 17 points marqués. Sa moyenne en 10 parties de Série mondiale est de ,280 avec sept coups sûrs, un circuit et quatre points produits. Il est gagnant d'un titre avec Minnesota en 1987.

### Carrière de gérant

#### Rockies du Colorado
En 1993, Don Baylor est le premier gérant de l'histoire des Rockies du Colorado, la nouvelle franchise qui joint la Ligue nationale. Il est aux commandes du club à son tout premier match, une défaite à New York contre les Mets le 5 avril 1993. Le 9 avril suivant, au premier match local des Rockies au Colorado, Baylor savoure la première victoire de la franchise, un gain de 11-4 sur les Expos de Montréal.
La première saison est, sans surprise, difficile pour l'équipe d'expansion, qui encaisse 95 défaites contre 67 victoires, mais les Rockies évitent le dernier rang de la division Ouest en terminant devant les Padres de San Diego. Dans la saison 1994 écourtée à 117 parties par une grève des joueurs, les Rockies présentent un dossier victoires-défaites de 53-64 bon pour la troisième place dans la section Ouest, qui compte maintenant quatre équipes seulement, et toujours devant San Diego. La formation du Colorado accomplit un progrès surprenant à sa troisième année d'existence en 1995 avec 77 victoires contre 67 revers et ne termine qu'à un match des meneurs de division, les Dodgers de Los Angeles. Colorado décroche une première qualification aux séries éliminatoires comme meilleur deuxième. C'est aussi le premier club jamais qualifié de cette manière depuis l'application d'un nouveau format éliminatoire dans les majeures. L'équipe perd toutefois sa Série de division avec une victoire contre trois pour les éventuels champions du monde, les Braves d'Atlanta. Don Baylor est élu gérant de l'année en Ligue nationale, premier de l'histoire des Rockies à mériter ce prix.
Avec des fiches identiques de 83-79 en 1996 et 1997, Colorado termine chaque fois troisième de sa division et rate les éliminatoires. Baylor quitte après une saison 1998 de 77 gains et 85 défaites où le club glisse en dernière place dans l'Ouest. Jim Leyland lui succède à la barre du club. En 6 saisons et 909 matchs au Colorado, Baylor a mené les Rockies à 440 succès contre 469 revers, pour un pourcentage de victoires de ,484.

#### Cubs de Chicago
En 2000, Baylor succède à Jim Riggleman comme gérant des Cubs de Chicago. Héritant d'une équipe qui vient de subir 95 défaites, il ne peut faire mieux avec une première campagne de 97 revers et une autre dernière place pour la franchise dans la section Centrale de la Ligue nationale. Le club améliore grandement ses performances en 2001 avec 23 victoires de plus que la saison précédente. Les Cubs ratent toutefois de peu les éliminatoires malgré 88 victoires et 74 défaites, terminant cinq matchs derrière les meilleurs deuxièmes, les Cardinals de Saint-Louis. Il est congédié après 83 parties durant la saison 2002. Les Cubs comptent alors 34 gains contre 49 défaites. En 407 matchs à la barre de l'équipe, les Cubs de Baylor ont savouré 187 triomphes pour 220 défaites, soit un pourcentage de victoires de ,459.
Au total, il a dirigé Colorado et Chicago pour 1316 parties, en gagnant 627 contre 689 défaites pour un pourcentage de victoires de ,476.

### Carrière d'instructeur
Engagé comme assistant spécial au directeur-gérant des Brewers de Milwaukee en 1989, l'année suivant sa retraite de joueur, Don Baylor est l'instructeur des frappeurs de l'équipe au cours des saisons 1990 et 1991. Il passe ensuite aux Cardinals de Saint-Louis comme instructeur des frappeurs en 1992.
Après avoir dirigé les Rockies du Colorado pendant six ans, Baylor reprend ses fonctions d'entraîneur des frappeurs, cette fois chez les Braves d'Atlanta en 1999. Il accepte le poste de gérant des Cubs de Chicago et, suivant son congédiement en 2002, retourne à des fonctions d'instructeur mais cette fois sur le banc aux côtés du manager Art Howe chez les Mets de New York en 2003 et 2004. En 2005, il est instructeur des frappeurs des Mariners de Seattle. En 2009, il revient chez les Rockies, mais cette fois comme entraîneur des frappeurs. Après que les cogneurs du club n'aient frappé que pour une moyenne au bâton de ,226 dans les matchs sur la route en 2010, un triste record de franchise, Baylor est remplacé par Carney Lansford.
Le 25 octobre 2010, il accepte le poste d'instructeur des frappeurs des Diamondbacks de l'Arizona.

### Vie privée
Au printemps 2003, alors qu'il est instructeur des Mets de New York, Baylor, alors âgé de 53 ans, reçoit un diagnostic de myélome multiple et subit des traitements de chimiothérapie . Il finit par en mourir en août 2017.